# Ivan Stres
Ivan Stres (Idrsko bij Kobarid, 4 mei 1847 - Podsabotin, 23 juli 1876) was een Sloveens priester en schrijver. Stres ging school in Gorica van 1858 tot 1866 en ontving daar in 1870 zijn priesterwijding. Hij deed dienst als kapelaan en pastoor in Kanal, Mirna en Podsabotin. Ivan Stres was bevriend met de dichter-priester Simon Gregorčič en populariseerde net als Gregorčič de idee van een Sloveense autonomie. Hij publiceerde nationalistische artikelen in het tijdschrift Soča en het Duitstalige Vaterland. In 1872 werd hij redacteur van het conservatieve katholieke tijdschrift Glas, dat hij opgaf omdat hij dit tijdschrift verweet de Sloveense eenheid in Primorska te willen doorbreken.